# Solanum homalospermum
Solanum homalospermum là loài thực vật có hoa trong họ Cà. Loài này được Chiarini mô tả khoa học đầu tiên năm 2004.